# Torneo 90 Minutos por la Vida
El Torneo 90 Minutos por la Vida, es una competencia amistosa de fútbol que organizan los cuatro clubes tradicionales de la Primera División de Costa Rica, el Deportivo Saprissa, la Liga Deportiva Alajuelense, el Club Sport Herediano y el Club Sport Cartaginés. Este torneo comenzó en 1996 con el motivo de la lucha contra el cáncer infantil, organizado por la organización no gubernamental costarricense Asociación Lucha Contra el Cáncer Infantil (ALCCI).
Las primeras ediciones de este torneo se realizaron bajo el formato de triangular a partido único, de quince minutos cada tiempo y los equipos del Deportivo Saprissa, Alajuelense y Herediano alternaban sus sedes cada año. Después de la inauguración del nuevo Estadio Nacional, la competición empezó a realizarse en este escenario deportivo desde 2012, año en el cual se agregó al Cartaginés para conformar una cuadrangular.
El conjunto vencedor gana el trofeo tras acabar como líder de grupo. Como particularidad, si existe un empate, la serie se definiría mediante los lanzamientos de «shootouts», cuya distancia hacia la portería es de cuarenta metros, con un tiempo límite de seis segundos. El equipo que obtenga el triunfo de esta forma, se adjudica dos puntos, y el que perdió solamente conserva un punto.
Para el año 2020, se incorporó los amistosos de los clubes femeninos del Deportivo Saprissa, Herediano y Alajuelense.

## Historial
| Triangular   |             |                          |                    |
| 1996         | 28 de mayo  | Estadio Rosabal Cordero  | C. S. Herediano    |
| 1999         | 14 de enero | Estadio Ricardo Saprissa | Deportivo Saprissa |
| 2003         | 8 de enero  | Estadio Morera Soto      | L. D. Alajuelense  |
| 2004         | 7 de enero  | Estadio Rosabal Cordero  | Deportivo Saprissa |
| 2005         | 8 de enero  | Estadio Ricardo Saprissa | C. S. Herediano    |
| 2006         | 11 de enero | Estadio Morera Soto      | C. S. Herediano    |
| 2007         | 17 de enero | Estadio Rosabal Cordero  | Deportivo Saprissa |
| 2008         | 9 de enero  | Estadio Ricardo Saprissa | C. S. Herediano    |
| 2009         | 10 de enero | Estadio Rosabal Cordero  | Deportivo Saprissa |
| 2010         | 13 de enero | Estadio Morera Soto      | Empate             |
| 2011         | 12 de enero | Estadio Ricardo Saprissa | Deportivo Saprissa |
| Cuadrangular |             |                          |                    |
| 2012         | 7 de enero  | Estadio Nacional         | C. S. Herediano    |
| 2013         | 9 de enero  | Estadio Nacional         | Desierto           |
| 2014         | 8 de enero  | Estadio Nacional         | C. S. Cartaginés   |
| 2015         | 11 de enero | Estadio Nacional         | L. D. Alajuelense  |
| 2016         | 9 de enero  | Estadio Nacional         | C. S. Cartaginés   |
| 2017         | 4 de enero  | Estadio Nacional         | C. S. Cartaginés   |
| 2018         | 3 de enero  | Estadio Nacional         | L. D. Alajuelense  |
| 2019         | 6 de enero  | Estadio Nacional         | L. D. Alajuelense  |
| 2020         | 5 de enero  | Estadio Nacional         | L. D. Alajuelense  |
| 2021         | 3 de enero  | Estadio Nacional         | C. S. Cartaginés   |
| 2022         | 8 de enero  | Estadio Nacional         | L. D. Alajuelense  |
| 2023         | 7 de enero  | Estadio Nacional         | C. S. Herediano    |
| 2024         | 6 de enero  | Estadio Nacional         | L. D. Alajuelense  |
| 2025         | 5 de enero  | Estadio Nacional         | C. S. Herediano    |

## Detalle de las ediciones

### 1996
| 28 de mayo de 1996 | C. S. Herediano | 1:0     | Deportivo Saprissa | Estadio Rosabal Cordero, Heredia |  |
|                    | - Conejo        | Reporte |                    |                                  |  |

| 28 de mayo de 1996 | L. D. Alajuelense | 1:0     | Deportivo Saprissa | Estadio Rosabal Cordero, Heredia |  |
|                    | - Gómez           | Reporte |                    |                                  |  |

| 28 de mayo de 1996                                                   | C. S. Herediano                     | 0:0 (4:3 p.)               | L. D. Alajuelense         | Estadio Rosabal Cordero, Heredia |                          |
|                                                                      |                                     | Reporte                    |                           | Árbitro(s): Olger Mejías         | Árbitro(s): Olger Mejías |
|                                                                      |                                     | Tiros desde el punto penal |                           |                                  |                          |
|                                                                      | - Sin datos sobre tiradores - Solís |                            | Sin datos sobre tiradores |                                  |                          |
| Herediano gana un punto adicional mediante la definición de penales. |                                     |                            |                           |                                  |                          |

| Campeón Herediano 1.º título |
| ---------------------------- |

### 1999
| 14 de enero de 1999                                                      | L. D. Alajuelense | 0:0     | C. S. Herediano | Estadio Ricardo Saprissa, San José |  |
|                                                                          |                   | Reporte |                 |                                    |  |
| Alajuelense gana un punto adicional mediante la definición de shootouts. |                   |         |                 |                                    |  |

| 14 de enero de 1999                                                   | Deportivo Saprissa | 0:0     | C. S. Herediano | Estadio Ricardo Saprissa, San José |  |
|                                                                       |                    | Reporte |                 |                                    |  |
| Saprissa gana un punto adicional mediante la definición de shootouts. |                    |         |                 |                                    |  |

| 14 de enero de 1999 | Deportivo Saprissa | 1:0     | L. D. Alajuelense | Estadio Ricardo Saprissa, San José |  |
|                     | - Solís            | Reporte |                   |                                    |  |

| Campeón Saprissa 1.º título |
| --------------------------- |

### 2003
| 8 de enero de 2003 | C. S. Herediano    | 1:0 (1:0) | Deportivo Saprissa | Estadio Morera Soto, Alajuela |  |
|                    | - Berry 13' (pen.) | Reporte   |                    |                               |  |

| 8 de enero de 2003 | L. D. Alajuelense | 1:0 (0:0) | C. S. Herediano | Estadio Morera Soto, Alajuela |  |
|                    | - Cubero 28'      | Reporte   |                 |                               |  |

| 8 de enero de 2003 | L. D. Alajuelense | 1:0 (0:0) | Deportivo Saprissa | Estadio Morera Soto, Alajuela |  |
|                    | - Scott 13'       | Reporte   |                    |                               |  |

| Campeón Alajuelense 1.º título |
| ------------------------------ |

### 2004
| 7 de enero de 2004, 20:00                                           | L. D. Alajuelense         | 0:0 (5:6 p.)               | Deportivo Saprissa        | Estadio Rosabal Cordero, Heredia |  |
|                                                                     |                           | Reporte                    |                           |                                  |  |
|                                                                     |                           | Tiros desde el punto penal |                           |                                  |  |
|                                                                     | Sin datos sobre tiradores |                            | Sin datos sobre tiradores |                                  |  |
| Saprissa gana un punto adicional mediante la definición de penales. |                           |                            |                           |                                  |  |

| 7 de enero de 2004 | C. S. Herediano | 0:2     | Deportivo Saprissa                    | Estadio Rosabal Cordero, Heredia |  |
|                    |                 | Reporte | Ronald González José Francisco Alfaro |                                  |  |

| 7 de enero de 2004 | C. S. Herediano            | 1:0     | L. D. Alajuelense | Estadio Rosabal Cordero, Heredia |  |
|                    | - Sin datos sobre anotador | Reporte |                   |                                  |  |

| Campeón Saprissa 2.º título |
| --------------------------- |

### 2005
| 8 de enero de 2005 | C. S. Herediano | 2:0     | L. D. Alajuelense | Estadio Ricardo Saprissa, San José |  |
|                    | - Díaz - Soto   | Reporte |                   |                                    |  |

| 8 de enero de 2005                                                     | Deportivo Saprissa                             | 0:0 (1:3 s.) | C. S. Herediano                                | Estadio Ricardo Saprissa, San José |  |
|                                                                        | Tanda de shootouts - Sin datos sobre tiradores | Reporte      | Tanda de shootouts - Sin datos sobre tiradores |                                    |  |
| Herediano gana un punto adicional mediante la definición de shootouts. |                                                |              |                                                |                                    |  |

| 8 de enero de 2005 | Deportivo Saprissa | 0:1     | L. D. Alajuelense  | Estadio Ricardo Saprissa, San José |  |
|                    | - Saborío          | Reporte | - Alpízar - Castro |                                    |  |

| Campeón Herediano 2.º título |
| ---------------------------- |

### 2006
| 11 de enero de 2006                                                    | C. S. Herediano                                        | 0:0 (3:2 s.) | Deportivo Saprissa                                      | Estadio Morera Soto, Alajuela |  |
|                                                                        | Tanda de shootouts - Sin datos sobre tiradores - Umaña | Reporte      | - Alonso Tanda de shootouts - Sin datos sobre tiradores |                               |  |
| Herediano gana un punto adicional mediante la definición de shootouts. |                                                        |              |                                                         |                               |  |

| 11 de enero de 2006 | L. D. Alajuelense | 0:1 (0:0) | C. S. Herediano | Estadio Morera Soto, Alajuela |  |
|                     |                   | Reporte   | - Alfaro 25'    |                               |  |

| 11 de enero de 2006                                                      | L. D. Alajuelense                                     | 0:0 (4:2 s.) | Deportivo Saprissa                             | Estadio Morera Soto, Alajuela |  |
|                                                                          | - Díaz Tanda de shootouts - Sin datos sobre tiradores | Reporte      | Tanda de shootouts - Sin datos sobre tiradores |                               |  |
| Alajuelense gana un punto adicional mediante la definición de shootouts. |                                                       |              |                                                |                               |  |

| Campeón Herediano 3.º título |
| ---------------------------- |

### 2007
| 17 de enero de 2007                                                   | Deportivo Saprissa                                       | 0:0 (4:3 s.) | L. D. Alajuelense                                          | Estadio Rosabal Cordero, Heredia |  |
|                                                                       | - Fonseca Tanda de shootouts - Sin datos sobre tiradores | Reporte      | - Rodríguez Tanda de shootouts - Sin datos sobre tiradores |                                  |  |
| Saprissa gana un punto adicional mediante la definición de shootouts. |                                                          |              |                                                            |                                  |  |

| 17 de enero de 2007                                                      | C. S. Herediano                                | 0:0 (3:4 s.) | L. D. Alajuelense                              | Estadio Rosabal Cordero, Heredia |  |
|                                                                          | Tanda de shootouts - Sin datos sobre tiradores | Reporte      | Tanda de shootouts - Sin datos sobre tiradores |                                  |  |
| Alajuelense gana un punto adicional mediante la definición de shootouts. |                                                |              |                                                |                                  |  |

| 17 de enero de 2007, 22:00 | C. S. Herediano | 0:2     | Deportivo Saprissa              | Estadio Rosabal Cordero, Heredia |  |
|                            |                 | Reporte | Alejandro Alpizar Jairo Arrieta |                                  |  |

| Campeón Saprissa 3.º título |
| --------------------------- |

### 2008
| 9 de enero de 2008 | C. S. Herediano | 1:0     | L. D. Alajuelense | Estadio Ricardo Saprissa, San José |  |
|                    | - Hernández     | Reporte |                   |                                    |  |

| 9 de enero de 2008                                                     | Deportivo Saprissa           | 0:0 (1:2 s.) | C. S. Herediano                              | Estadio Ricardo Saprissa, San José |  |
|                                                                        | Tanda de shootouts - Alpízar | Reporte      | - Angulo Tanda de shootouts - Bolaños - Díaz |                                    |  |
| Herediano gana un punto adicional mediante la definición de shootouts. |                              |              |                                              |                                    |  |

| 9 de enero de 2008 | Deportivo Saprissa | 0:0     | L. D. Alajuelense | Estadio Ricardo Saprissa, San José |  |
|                    | - Centeno          | Reporte | - Oviedo          |                                    |  |

| Campeón Herediano 4.º título |
| ---------------------------- |

### 2009
| 10 de enero de 2009 | Deportivo Saprissa | 1:0 (1:0) | L. D. Alajuelense | Estadio Rosabal Cordero, Heredia |  |
|                     | - Elizondo 14'     | Reporte   |                   |                                  |  |

| 10 de enero de 2009 | C. S. Herediano | 1:0 (1:0) | L. D. Alajuelense | Estadio Rosabal Cordero, Heredia |  |
|                     | - McDonald 8'   | Reporte   |                   |                                  |  |

| 10 de enero de 2009                                                   | C. S. Herediano                                             | 0:0 (0:2 s.) | Deportivo Saprissa                                  | Estadio Rosabal Cordero, Heredia |  |
|                                                                       | Tanda de shootouts - Gómez - Marshall - Blanco - Cunningham | Reporte      | Tanda de shootouts - Alpízar - Barrantes - Elizondo |                                  |  |
| Saprissa gana un punto adicional mediante la definición de shootouts. |                                                             |              |                                                     |                                  |  |

| Campeón Saprissa 4.º título |
| --------------------------- |

### 2010
| 13 de enero de 2010                                                    | C. S. Herediano                                          | 0:0 (5:4 s.) | Deportivo Saprissa                             | Estadio Morera Soto, Alajuela |  |
|                                                                        | Tanda de shootouts - Sin datos sobre tiradores - Montero | Reporte      | Tanda de shootouts - Sin datos sobre tiradores |                               |  |
| Herediano gana un punto adicional mediante la definición de shootouts. |                                                          |              |                                                |                               |  |

| 13 de enero de 2010                                                      | L. D. Alajuelense                              | 0:0 (3:1 s.) | C. S. Herediano                                | Estadio Morera Soto, Alajuela |  |
|                                                                          | Tanda de shootouts - Sin datos sobre tiradores | Reporte      | Tanda de shootouts - Sin datos sobre tiradores |                               |  |
| Alajuelense gana un punto adicional mediante la definición de shootouts. |                                                |              |                                                |                               |  |

| 13 de enero de 2010 | L. D. Alajuelense | 0:0     | Deportivo Saprissa | Estadio Morera Soto, Alajuela |  |
|                     |                   | Reporte |                    |                               |  |

| Empate |
| ------ |

### 2011
| 12 de enero de 2011                                                      | L. D. Alajuelense | 0:0     | C. S. Herediano | Estadio Ricardo Saprissa, San José |  |
|                                                                          |                   | Reporte |                 |                                    |  |
| Alajuelense gana un punto adicional mediante la definición de shootouts. |                   |         |                 |                                    |  |

| 12 de enero de 2011 | Deportivo Saprissa   | 2:1     | C. S. Herediano | Estadio Ricardo Saprissa, San José |  |
|                     | - Phillips - Arrieta | Reporte | - Acosta        |                                    |  |

| 12 de enero de 2011 | Deportivo Saprissa | 1:0     | L. D. Alajuelense | Estadio Ricardo Saprissa, San José |  |
|                     | - Campbell         | Reporte |                   |                                    |  |

| Campeón Saprissa 5.º título |
| --------------------------- |

### 2012
| 7 de enero de 2012 | L. D. Alajuelense | 0:1 (0:1) | C. S. Herediano | Estadio Nacional, San José |  |
|                    | - Gómez 13'       | Reporte   |                 |                            |  |

| 7 de enero de 2012                                                    | Deportivo Saprissa                             | 0:0 (2:0 s.) | C. S. Cartaginés                               | Estadio Nacional, San José |  |
|                                                                       | Tanda de shootouts - Sin datos sobre tiradores | Reporte      | Tanda de shootouts - Sin datos sobre tiradores |                            |  |
| Saprissa gana un punto adicional mediante la definición de shootouts. |                                                |              |                                                |                            |  |

| 7 de enero de 2012 | C. S. Herediano | 2:0     | C. S. Cartaginés | Estadio Nacional, San José |  |
|                    | - Rojas - Scott | Reporte |                  |                            |  |

| 7 de enero de 2012 | Deportivo Saprissa | 1:0 (0:0) | L. D. Alajuelense | Estadio Nacional, San José |  |
|                    | - Smith 18'        | Reporte   |                   |                            |  |

| Campeón Herediano 5.º título |
| ---------------------------- |

### 2013
| 9 de enero de 2013, 19:00 | L. D. Alajuelense | 1:0     | C. S. Cartaginés | Estadio Nacional, San José |  |
|                           | - Ortiz           | Reporte |                  |                            |  |

| 9 de enero de 2013, 19:30                                              | Deportivo Saprissa                                                                                  | 1:1 (1:0) (2:3 s.) | C. S. Herediano                                                                       | Estadio Nacional, San José  |                             |
|                                                                        | - Cancela 7' (pen.) Tanda de shootouts - Cancela - Madrigal - Rodríguez - Cordero - Flores - Blanco | Reporte            | - Ruiz 16' Tanda de shootouts - Ruiz - Ramírez - Arias - Francis - Obando - Hernández | Árbitro(s): Ricardo Montero | Árbitro(s): Ricardo Montero |
| Herediano gana un punto adicional mediante la definición de shootouts. | |                    |                                                                                       |                             |                             |

| 9 de enero de 2013 | C. S. Herediano | 0:1     | C. S. Cartaginés | Estadio Nacional, San José |  |
|                    | - Garita        | Reporte |                  |                            |  |

| 9 de enero de 2013, 22:00                                                             | Deportivo Saprissa | 0:0 Suspendido | L. D. Alajuelense | Estadio Nacional, San José |  |
|                                                                                       |                    | Reporte        |                   |                            |  |
| Partido suspendido al minuto 11' por reiterados fallos en la iluminación del estadio. |                    |                |                   |                            |  |

| Desierto |
| -------- |

### 2014
| 8 de enero de 2014 | Deportivo Saprissa | 0:1 (0:1) | C. S. Cartaginés | Estadio Nacional, San José |  |
|                    |                    | Reporte   | - Leiva 12'      |                            |  |

| 8 de enero de 2014                                                       | L. D. Alajuelense | 0:0     | C. S. Herediano | Estadio Nacional, San José |  |
|                                                                          |                   | Reporte |                 |                            |  |
| Alajuelense gana un punto adicional mediante la definición de shootouts. |                   |         |                 |                            |  |

| 8 de enero de 2014 | C. S. Cartaginés | 2:0     | C. S. Herediano | Estadio Nacional, San José |  |
|                    | - Herrera        | Reporte |                 |                            |  |

| 8 de enero de 2014 | Deportivo Saprissa | 1:0 (0:0) | L. D. Alajuelense | Estadio Nacional, San José |  |
|                    | - Vega 28' (pen.)  | Reporte   |                   |                            |  |

| Campeón Cartaginés 1.º título |
| ----------------------------- |

### 2015
| 11 de enero de 2015, 16:10 | L. D. Alajuelense           | 2:0 (2:0) | C. S. Cartaginés | Estadio Nacional, San José |  |
|                            | - McDonald 8' - Sánchez 11' | Reporte   |                  |                            |  |

| 11 de enero de 2015, 16:50                                             | C. S. Herediano                                                             | 0:0 (3:2 s.) | Deportivo Saprissa                                                         | Estadio Nacional, San José |  |
|                                                                        | Tanda de shootouts - Aguilar - Ruiz - Cordero - Granados - Nelson - Salazar | Reporte      | Tanda de shootouts - Vega - Colindres - Rodríguez - Smith - Russell - Mora |                            |  |
| Herediano gana un punto adicional mediante la definición de shootouts. |                                                                             |              |                                                                            |                            |  |

| 11 de enero de 2015, 17:45 | C. S. Herediano                                                              | 0:0 (3:2 s.) | C. S. Cartaginés                                          | Estadio Nacional, San José |  |
|                            | Tanda de shootouts - Sánchez - Sin datos sobre tirador - Gómez - Larín - Hay | Reporte      | Tanda de shootouts - Barquero - Garita - Johnson - Quirós |                            |  |

| 11 de enero de 2015, 18:45 | L. D. Alajuelense         | 2:0 (1:0) | Deportivo Saprissa | Estadio Nacional, San José |  |
|                            | - Venegas 11' - Ortiz 24' | Reporte   |                    |                            |  |

| Campeón Alajuelense 2.º título |
| ------------------------------ |

### 2016
| 9 de enero de 2016, 19:00 | Deportivo Saprissa                           | 0:0 (2:1 s.) | C. S. Cartaginés                                           | Estadio Nacional, San José                                  |                                                             |
|                           | Tanda de shootouts - Angulo - Segura - Escoe | Reporte      | - Blanco 26' Tanda de shootouts - Brenes - Leiva - Fajardo | Asistencia: 24.000 espectadores Árbitro(s): Adrián Elizondo | Asistencia: 24.000 espectadores Árbitro(s): Adrián Elizondo |

| 9 de enero de 2016 | L. D. Alajuelense                        | 0:0 (0:2 s.) | C. S. Herediano                       | Estadio Nacional, San José      |                                 |
|                    | Tanda de shootouts - Valle - Salvatierra | Reporte      | Tanda de shootouts - Hernández - Vega | Asistencia: 24.000 espectadores | Asistencia: 24.000 espectadores |

| 9 de enero de 2016 | C. S. Herediano | 0:1 (0:0) | C. S. Cartaginés | Estadio Nacional, San José      |                                 |
|                    |                 | Reporte   | - Castro 25'     | Asistencia: 24.000 espectadores | Asistencia: 24.000 espectadores |

| 9 de enero de 2016, 21:35 | L. D. Alajuelense                                   | 1:1 (0:1) (1:0 s.) | Deportivo Saprissa                                                  | Estadio Nacional, San José                                |                                                           |
|                           | - Gabas 23' Tanda de shootouts - Rodríguez - Loaiza | Reporte            | - Bustos 13' (pen.) Tanda de shootouts - Vega - Colindres - Ramírez | Asistencia: 24.000 espectadores Árbitro(s): Pedro Navarro | Asistencia: 24.000 espectadores Árbitro(s): Pedro Navarro |

| Campeón Cartaginés 2.º título |
| ----------------------------- |

### 2017
| 4 de enero de 2017 | L. D. Alajuelense                                | 0:0 (0:1 s.) | C. S. Cartaginés                             | Estadio Nacional, San José                                  |                                                             |
|                    | Tanda de shootouts - Cordero - Sequeira - Cerdas | Reporte      | Tanda de shootouts - Fener - Córdoba - Pérez | Asistencia: 23.600 espectadores Árbitro(s): Marianela Araya | Asistencia: 23.600 espectadores Árbitro(s): Marianela Araya |

| 4 de enero de 2017, 19:45 | Deportivo Saprissa | 0:1 (0:0) | C. S. Herediano    | Estadio Nacional, San José                                  |                                                             |
|                           |                    | Reporte   | - Núñez 30' (pen.) | Asistencia: 23.600 espectadores Árbitro(s): Steven Madrigal | Asistencia: 23.600 espectadores Árbitro(s): Steven Madrigal |

| 4 de enero de 2017 | C. S. Cartaginés            | 2:1 (1:1) | C. S. Herediano | Estadio Nacional, San José                                        |                                                                   |
|                    | - Alvarado 15' - Brenes 20' | Reporte   | - Castro 1'     | Asistencia: 23.600 espectadores Árbitro(s): Juan Gabriel Calderón | Asistencia: 23.600 espectadores Árbitro(s): Juan Gabriel Calderón |

| 4 de enero de 2017, 21:15 | L. D. Alajuelense                                                                        | 0:0 (4:3 s.) | Deportivo Saprissa                                                                         | Estadio Nacional, San José                                 |                                                            |
|                           | Tanda de shootouts - Pemberton - Sequeira - Garita - Alfaro - Marín - Matarrita - Agüero | Reporte      | Tanda de shootouts - Ronchetti - Villegas - Mora - Martínez - Rodríguez - Myrie - Marchena | Asistencia: 23.600 espectadores Árbitro(s): Keylor Herrera | Asistencia: 23.600 espectadores Árbitro(s): Keylor Herrera |

| Campeón Cartaginés 3.º título |
| ----------------------------- |

### 2018
| 3 de enero de 2018, 19:15 | Deportivo Saprissa                                         | 0:0 (2:1 s.) | C. S. Cartaginés                                       | Estadio Nacional, San José                                 |                                                            |
|                           | Tanda de shootouts - Bustos - Cordero - Villegas - Chirino | Reporte      | Tanda de shootouts - Scott - Loaiza - Clunie - Jiménez | Asistencia: 14.000 espectadores Árbitro(s): William Mattus | Asistencia: 14.000 espectadores Árbitro(s): William Mattus |

| 3 de enero de 2018, 20:00 | L. D. Alajuelense            | 2:0 (1:0) | C. S. Herediano | Estadio Nacional, San José                                  |                                                             |
|                           | - Guevara 11' - McDonald 16' | Reporte   |                 | Asistencia: 14.000 espectadores Árbitro(s): Benjamín Pineda | Asistencia: 14.000 espectadores Árbitro(s): Benjamín Pineda |

| 3 de enero de 2018 | C. S. Cartaginés | 1:0 (0:0) | C. S. Herediano | Estadio Nacional, San José                              |                                                         |
|                    | - Núñez 22'      | Reporte   |                 | Asistencia: 14.000 espectadores Árbitro(s): David Gómez | Asistencia: 14.000 espectadores Árbitro(s): David Gómez |

| 3 de enero de 2018, 21:40 | L.D. Alajuelense                   | 0:0 (2:0 s.) | Deportivo Saprissa                                            | Estadio Nacional, San José                                  |                                                             |
|                           | Tanda de shootouts - Rojas - Román | Reporte      | - Pérez 22' - Robinson 26' Tanda de shootouts - Loría - Pérez | Asistencia: 14.000 espectadores Árbitro(s): Steven Madrigal | Asistencia: 14.000 espectadores Árbitro(s): Steven Madrigal |

| Campeón Alajuelense 3.º título |
| ------------------------------ |

### 2019
| 4 de enero de 2019, 16:00 | L.D. Alajuelense     | 1:0 (0:0) | C. S. Cartaginés | Estadio Nacional, San José                  |                                             |
|                           | - Álvarez 27' (t.l.) | Reporte   |                  | Asistencia: 28.000 espectadores Árbitro(s): | Asistencia: 28.000 espectadores Árbitro(s): |

| 4 de enero de 2019, 16:40 | Deportivo Saprissa            | 2:1 (0:1) | C. S. Herediano | Estadio Nacional, San José                  |                                             |
|                           | - Hernández 11' - Arrieta 19' | Reporte   | - Lugo 4'       | Asistencia: 28.000 espectadores Árbitro(s): | Asistencia: 28.000 espectadores Árbitro(s): |

| 4 de enero de 2019, 17:20 | C. S. Cartaginés | 1:0 (0:0) | C. S. Herediano | Estadio Nacional, San José                  |                                             |
|                           | - Fener 9'       | Reporte   |                 | Asistencia: 28.000 espectadores Árbitro(s): | Asistencia: 28.000 espectadores Árbitro(s): |

| 4 de enero de 2019, 18:30 | L.D. Alajuelense | 1:0 (0:0) | Deportivo Saprissa | Estadio Nacional, San José                  |                                             |
|                           | - Moya 28'       | Reporte   |                    | Asistencia: 28.000 espectadores Árbitro(s): | Asistencia: 28.000 espectadores Árbitro(s): |

| Campeón Alajuelense 4.º título |
| ------------------------------ |

### 2020
| 5 de enero de 2020, 16:00 | Deportivo Saprissa                                   | 0:0 (1:0 s.) | C. S. Cartaginés                                   | Estadio Nacional, San José     |                                |
|                           | Tanda de shootouts - Bonilla - Rodríguez - Barrantes | Reporte      | Tanda de shootouts - Hernández - Russell - Venegas | Árbitro(s): José David Montero | Árbitro(s): José David Montero |

| 5 de enero de 2020, 17:00 | C. S. Herediano | 1:2 (1:1) | L. D. Alajuelense              | Estadio Nacional, San José |  |
|                           | - Magaña 12'    | Reporte   | - Meneses 6' - Carlos Mora 17' |                            |  |

| 5 de enero de 2020, 17:45 | C. S. Herediano     | 1:0 (1:0) | C. S. Cartaginés | Estadio Nacional, San José |                        |
|                           | - Parker 13' (a.g.) | Reporte   |                  | Árbitro(s): Danny Lobo     | Árbitro(s): Danny Lobo |

| 5 de enero de 2020, 18:50 | Deportivo Saprissa                           | 0:0 (0:1 s.) | L. D. Alajuelense                              | Estadio Nacional, San José |  |
|                           | Tanda de shootouts - Ramírez - Mora - Angulo | Reporte      | Tanda de shootouts - López - Zabala - Lassiter |                            |  |

| Campeón Alajuelense 5.º título |
| ------------------------------ |

### 2021
| 3 de enero de 2021 | L.D. Alajuelense | 0:2 (0:2) | C. S. Cartaginés                                     | Estadio Nacional, San José |             |
|                    |                  |           | - Ronaldo Araya 1' (t.l.) - William Quirós 7' (t.l.) | Árbitro(s):                | Árbitro(s): |

| 3 de enero de 2021 | Deportivo Saprissa                                  | 0:0 (0:2 s.) | C. S. Herediano                                    | Estadio Nacional, San José |             |
|                    | Tanda de shootouts - Orlando Sinclair - Érick Rojas |              | Tanda de shootouts - Gerson Torres - Yendrick Ruiz | Árbitro(s):                | Árbitro(s): |

| 3 de enero de 2021 | C. S. Cartaginés                                             | 0:0 (3:1 s.) | C. S. Herediano                                              | Estadio Nacional, San José |             |
|                    | Tanda de shootouts - Andy Reyes - José Sossa - Diego Estrada |              | Tanda de shootouts - Nextalí Rodríguez - Francisco Rodríguez | Árbitro(s):                | Árbitro(s): |

| 3 de enero de 2021 | L.D. Alajuelense                                                         | 0:0 (1:3 s.) | Deportivo Saprissa                                                           | Estadio Nacional, San José |             |
|                    | Tanda de shootouts - Aaron Suárez - Brandon Aguilera - Gean Carlo Castro |              | Tanda de shootouts - Tristán Demétrius - Jonathan Martínez - Warren Madrigal | Árbitro(s):                | Árbitro(s): |

| Campeón Cartaginés 4.º título |
| ----------------------------- |

### 2022
| 8 de enero de 2022 | Deportivo Saprissa         | 1:0 (0:0) | C. S. Cartaginés | Estadio Nacional, San José                              |                                                         |
|                    | - Julen Cordero 18' (t.l.) | Reporte   |                  | Asistencia: 21 000 espectadores Árbitro(s): Deyli Gómez | Asistencia: 21 000 espectadores Árbitro(s): Deyli Gómez |

| 8 de enero de 2022                                                     | C. S. Herediano | 0:0 (4:3 s.) | L.D. Alajuelense | Estadio Nacional, San José                                |                                                           |
|                                                                        | Tanda de shootouts - Kennedy Rocha - Marcos Escoe - John Jairo Ruiz - Jonathan McDonald - Alejandro Bran - John Paul Ruiz - Rawy Rodríguez - Sebastián Salas - Óscar Esteban Granados | Reporte      | Tanda de shootouts - Doryan Rodríguez - Josimar Alcócer - Aarón Suárez - Carlos Mora - Ian Lawrence - Fred Cedeño - Kenyel Mitchell - Santiago van der Putten - Alexander López | Asistencia: 21 000 espectadores Árbitro(s): Milena Zamora | Asistencia: 21 000 espectadores Árbitro(s): Milena Zamora |
| Herediano gana un punto adicional mediante la definición de shootouts. | |              | |                                                           |                                                           |

| 8 de enero de 2022                                                      | C. S. Cartaginés                                      | 0:0 (2:0 s.) | C. S. Herediano                                        | Estadio Nacional, San José                                   |                                                              |
|                                                                         | Tanda de shootouts - Byron Bonilla - Felipe Gutiérrez | Reporte      | Tanda de shootouts - Kenneth Vargas - Jewison Bennette | Asistencia: 21 000 espectadores Árbitro(s): Saphire Stockman | Asistencia: 21 000 espectadores Árbitro(s): Saphire Stockman |
| Cartaginés gana un punto adicional mediante la definición de shootouts. |                                                       |              |                                                        |                                                              |                                                              |

| 8 de enero de 2022 | L. D. Alajuelense        | 1:0 (1:0) | Deportivo Saprissa | Estadio Nacional, San José                                   |                                                              |
|                    | - Celso Borges 2' (t.l.) | Reporte   |                    | Asistencia: 21 000 espectadores Árbitro(s): Kimberly Sánchez | Asistencia: 21 000 espectadores Árbitro(s): Kimberly Sánchez |

| Campeón Alajuelense 6.º título |
| ------------------------------ |

### 2023
| 7 de enero de 2023 | L.D. Alajuelense                                                      | 0:0 (2:1 s.) | C. S. Cartaginés                                                 | Estadio Nacional, San José |             |
|                    | Tanda de shootouts - Doryan Rodríguez - Andrés Gómez - Freddy Góndola |              | Tanda de shootouts - Marco Ureña - Allen Guevara - Ronaldo Araya | Árbitro(s):                | Árbitro(s): |

| 7 de enero de 2023 | Deportivo Saprissa                                                                                        | 1:1 (0:1) (2:3 s.) | C. S. Herediano                                                                                      | Estadio Nacional, San José |             |
|                    | Orlando Sinclair 30' Tanda de shootouts - Orlando Sinclair - Ryan Bolaños - Marvin Angulo - Luis Paradela |                    | Jesús Godínez 10' Tanda de shootouts - Gerson Torres - Kenneth Vargas - Jesús Godínez - Berny Segura | Árbitro(s):                | Árbitro(s): |

| 7 de enero de 2023 | C. S. Herediano                             | 2:0 (1:0) | C. S. Cartaginés | Estadio Nacional, San José |             |
|                    | - Miguel Basulto 4' - Anthony Contreras 20' |           |                  | Árbitro(s):                | Árbitro(s): |

| 7 de enero de 2023 | L.D. Alajuelense    | 1:0 (1:0) | Deportivo Saprissa | Estadio Nacional, San José |             |
|                    | - Johan Venegas 10' |           |                    | Árbitro(s):                | Árbitro(s): |

| Campeón Herediano 6.º título |
| ---------------------------- |

### 2024
| 6 de enero de 2024                                                       | C. S. Herediano | 0:0 (2:3 s.) | L.D. Alajuelense | Estadio Nacional, San José |  |
|                                                                          |                 |              |                  | Árbitro(s): -              |  |
| Alajuelense gana un punto adicional mediante la definición de shootouts. |                 |              |                  |                            |  |

| 6 de enero de 2024 | Deportivo Saprissa | 1:0 (1:0) | C. S. Herediano | Estadio Nacional, San José |  |
|                    |                    |           |                 | Árbitro(s): -              |  |

| 6 de enero de 2024 | L. D. Alajuelense | 2:0 (0:0) | Deportivo Saprissa | Estadio Nacional, San José |  |
|                    |                   |           |                    | Árbitro(s): -              |  |

| Campeón Alajuelense 7.º título |
| ------------------------------ |

## Estadísticas
Actualizado a su última edición el 7 de enero de 2023.
- Goleadores:
  -  Jonathan McDonald  (3 goles) ( Herediano y  Alajuelense)
  -  Jairo Arrieta (3 goles) ( Saprissa)
  -  Jonathan Moya (2 goles) ( Alajuelense)
  -  Joel Campbell (2 goles) ( Saprissa y  Alajuelense)
  -  Johan Venegas (2 goles) ( Alajuelense)
  -  Minor Díaz (2 goles) ( Herediano)
  -  Alejandro Alpízar (2 goles) ( Alajuelense y  Saprissa)
  -  Pablo Herrera (2 goles) ( Cartaginés)
  -  José Guillermo Ortiz (2 goles) ( Alajuelense)
  -  Jorge Alejandro Castro (2 goles) ( Cartaginés y  Herediano)

- Se han registrado 71 goles en 90 partidos; 38 de los juegos se resolvieron por medio de los «shootouts» desde los cuarenta metros.

### Participaciones por club
| Equipo                                               | Participaciones |
| ---------------------------------------------------- | --------------- |
| C. S. Herediano Deportivo Saprissa L. D. Alajuelense | 25              |
| C. S. Cartaginés                                     | 13              |

## Palmarés

### Títulos por equipo
| Equipo             | Títulos |
| ------------------ | ------- |
| L. D. Alajuelense  | 7       |
| C. S. Herediano    | 7       |
| Deportivo Saprissa | 5       |
| C. S. Cartaginés   | 4       |

### Títulos por entrenador
| Entrenador           | Equipo                 | Títulos | Años              |
| -------------------- | ---------------------- | ------- | ----------------- |
| Jeaustin Campos      | Saprissa y Cartaginés  | 3       | 2007, 2009 y 2017 |
| Javier Delgado       | Herediano y Cartaginés | 2       | 2008 y 2014       |
| Hernán Medford       | Saprissa y Cartaginés  | 2       | 2004 y 2021       |
| Andrés Carevic       | Alajuelense            | 2       | 2020, 2024        |
| Juan Luis Hernández  | Herediano              | 1       | 1996              |
| Alexandre Guimarães  | Saprissa               | 1       | 1999              |
| Jorge Luis Pinto     | Alajuelense            | 1       | 2003              |
| Ronald Mora          | Herediano              | 1       | 2005              |
| Carlos Watson        | Herediano              | 1       | 2006              |
| Juan Manuel Álvarez  | Saprissa               | 1       | 2011              |
| Jafet Soto           | Herediano              | 1       | 2012              |
| Óscar Ramírez        | Alajuelense            | 1       | 2015              |
| César Eduardo Méndez | Cartaginés             | 1       | 2016              |
| Nicolás Dos Santos   | Alajuelense            | 1       | 2018              |
| Luis Diego Arnáez    | Alajuelense            | 1       | 2019              |
| Albert Rudé          | Alajuelense            | 1       | 2022              |
| Géiner Segura        | Herediano              | 1       | 2023              |